# Das fünfte Kind
Das fünfte Kind (OT: The Fifth Child) ist der Titel eines 1988 publizierten Romans der englischen Schriftstellerin und Nobelpreisträgerin Doris Lessing. Sie erzählt darin die Geschichte der Familie Lovatt, die nach der Geburt ihres fünften, fremdartigen Kindes in eine Krise gerät und zerfällt. Die Autorin behandelt an diesem Beispiel die Themen Familienplanung, Mutterrollenbild, Erziehungskonzepte, Umgang mit Behinderungen sowie die universelle Furcht des Menschen vor dem Ungewissen und Fremdartigen. Die deutsche Übersetzung von Eva Schönfeld erschien 1988. Die Fortsetzung „Ben, in the World“ (2000) erzählt Bens Leben als junger Erwachsener.

## Inhalt
David Lovatt und Harriet verlieben sich in den 1960er Jahren und stellen fest, dass sie dieselben Vorstellungen von Glück haben: eine traditionelle Familie mit vielen Kindern. Zunächst kaufen sie sich mit Unterstützung der Eltern ein großes Haus, und in den folgenden Jahren bekommen sie nach und nach vier Kinder und gelten in der Verwandtschaft als glückliche Familie, die man gern besucht. Harriet ist erschöpft und sie und David beschließen, eine Pause einzulegen, bevor die nächsten vier dazukommen. Doch Harriet wird nach kurzer Zeit schwanger. Es ist eine schwierige Schwangerschaft. Harriet ist häufig schlecht und sie hat keine Energie. Das Kind wird früher als erwartet sehr lebhaft und ist so kräftig, dass seine Tritte im Bauch die Mutter schmerzen. Harriet lässt sich vom Arzt Beruhigungstabletten verschreiben, um wenigstens für kurze Zeit Ruhe vom ungeborenen Kind zu haben.
Nach acht Monaten wird das Kind geboren: Es ist hässlich und Harriet bezeichnet es als ihren „kleinen Neanderthaler“: Das Kind hat eine gelbliche Hautfarbe, borstige Haare und eine außergewöhnliche Kopfform. Der Junge, welcher den Namen Ben erhält, ist immer hungrig, schreit viel und entwickelt sich körperlich ungewöhnlich schnell. Nach einigen Monaten kann er stehen, wenig später klettert er beinahe aus dem Laufgitter, kurz darauf kann er laufen. Demgegenüber bleibt seine geistige Entwicklung zurück und er spricht kaum. Die Geschwister mögen den kleinen Bruder nicht und fürchten sich vor ihm, weil er alle Spielzeuge kaputt macht, aggressiv und zerstörerisch ist. Er tötet einen Hund und eine Katze und zeigt darüber keine Empathie. Schließlich sind die Eltern so verzweifelt, dass sie ihn in ein Pflegeheim für behinderte und missgebildete Kinder geben. Nach einiger Zeit jedoch sind Harriets Schuldgefühle so stark, dass sie Ben gegen den Willen ihrer Familie zurückholt. In der Anstalt wurde er in einer Zwangsjacke gehalten und ständig mit Spritzen ruhiggestellt, die ihn letztendlich getötet hätten. Mit Ben kehren auch die alten Probleme zurück, und die Familie kann nicht verstehen, dass Harriet Ben den Vorrang vor den anderen einräumt. Die Geschwister schließen sich in ihren Zimmern ein, verlassen so bald wie möglich das Haus und gehen aufs Internat. Die bisher so zahlreichen Besuche von Verwandten und Freunden werden immer weniger.
Harriett stellt einen jungen Arbeitslosen als Gärtner ein, um den verwilderten Garten in Ordnung zu bringen. Schnell freundet sich das kleine „Monster“ mit ihm an. Harriet nutzt dies als Chance, um ihr Familienleben zu retten und trifft mit dem Gärtner eine Vereinbarung, dass er sich gegen Bezahlung um Ben kümmert und ihn zu den Treffen seiner Clique mitnimmt. Ben gefällt das und diese Gewohnheit setzt sich fort, als er die Schule besucht. Die Nachmittage verbringt er immer mit dem Gärtner und seinen Freunden. In der Schule gilt Ben als schwierig, er lernt nichts, aber er hört auf die Befehle und ordnet sich unter. Das Familienleben der Lovatts verbessert sich, insbesondere die Beziehung zwischen Harriet und ihrem zweitjüngsten Sohn Paul, der aufgrund von Bens Eigenart zu wenig Aufmerksamkeit bekommt und dadurch weinerlich, anhänglich und gestört ist.
Nachdem der elfjährige Ben zur Hauptschule wechselt, sammelt er um sich eine eigene Clique, die sich durch Diebstähle Geld beschafft. Abend sitzen sie im großen leeren Haus vorm Fernseher und essen ihre eingekauften Lebensmittel. Harriet und David wollen das Haus verkaufen und hoffen, dass Ben und seine Freunde irgendwohin verschwinden werden. Das Ende der Geschichte bleibt offen.

## Davids und Harriets Familienideal
Harriet Walker (24) und David Lovatt (30) lernen sich auf einer der sexuell freizügigen Partys der 1960er Jahre kennen. Sie sind dort Außenseiter und stellen fest, dass sie, im Gegensatz zum Trend häufiger Partnerwechsel ihrer Gleichaltrigen, dieselben Vorstellungen von Glück haben: eine monogame Beziehung und eine traditionelle Familie mit vielen Kindern, ohne in den Lauf der Natur einzugreifen. Für Harriet wäre dies die Fortsetzung und Erweiterung ihrer Familienerfahrung als älteste Tochter von drei Schwestern. David dagegen wechselte als Scheidungskind zwischen den neuen Ehen seines Vaters und seiner Mutter hin und her und hatte den Wunsch, dass seine Kinder es einmal anders haben sollen.
Gleich zu Beginn ihrer Ehe kaufen sie sich mit Unterstützung seines Vaters ein dreistöckiges viktorianisches Haus mit verwildertem Garten im Londoner Umland, das schnell an Ostern und Weihnachten und in den Ferien zum Treffpunkt der Großfamilie wird. Es sind schöne und lange Feste in ausgelassener Stimmung und Harriet und David sind, wieder mit Unterstützung des reichen Vaters, großzügige Gastgeber. Wie geplant, bekommen sie schnell vier Kinder: Luke (1966), Helen (1968), Jane (1970), Paul (1973). Harriet ist nach jeder Geburt erschöpft, aber sie reagiert zunehmend gereizt auf die Ratschläge ihrer Mutter und der Schwiegereltern, sich nicht zu überfordern und ihre Familienplanung abzuschließen. Doch Harriet wird nach kurzer Zeit wieder schwanger. David und seine Mutter versuchen sie zu überreden, auf die aufwendigen und teuren Familienfest zu verzichten und die Aufenthalte der Gäste in ihrem Haus zu reduzieren, aber sie reagiert darauf mit hysterischen Anfällen: sie brauche die Abwechslung und die schöne Stimmung. Die Versuche mit jungen Haushaltsgehilfen scheitern an ihren Ansprüchen und der Unzuverlässigkeit der Mädchen. So muss ihre ebenfalls erschöpfte Mutter, die als Witwe zwischen den kinderreichen Haushalten ihrer Töchter Sarah und Harriet wechselt, wieder aushelfen. Das nächste Weihnachtsfest wird überschattet von der angespannten Atmosphäre. Die Gäste, die bisher die sorglose lebensbejahende Einstellung Harriets in ihrer Ferienstimmung genossen, fühlen, dass diese durch die Überschätzung der Kräfte und einer nicht mehr zu verkraftenden Belastung umzukippen droht, und verlassen frühzeitig die Party.

## Das fünfte Kind
Als Ben nach acht Monaten 1975 geboren wird, sind alle über sein Aussehen schockiert. Er ist immer hungrig, saugt die Brüste seiner Mutter schnell aus und beißt sich in den Warzen fest, so dass er bald abgestillt und mit der Flasche ernährt werden muss. Ben entwickelt sich körperlich, aber nicht geistig, ungewöhnlich schnell und Harriett ist zunehmend besorgt. Sie sucht die Schuld der Exzesse bei sich, in einer mit der Schwangerschaft begonnenen unbewussten Ablehnung des Kindes und Gedanken an seinen Tod, und versucht sich intensiv mit dem hässlichen Sorgenkind zu beschäftigen. Aber Ben erwidert ihre Liebkosungen nicht, läuft herum und starrt seine Umgebung wachsam an, doch ohne jegliche Empathie. In der Verwandtschaft spricht sich die Aggressivität des fremdartigen Kindes schnell herum und viele meiden die traditionellen Familientreffen. Man rät den überforderten Eltern, Ben in ein Heim zu geben und die gefühlsmäßig zerrissene Harriet stimmt schließlich zu. Aber sie hat Schuldgefühle, die sich noch verstärken, als sie bei der Rückholung Bens sieht, dass er in einer Aufbewahrungsanstalt für behinderte und missgebildete Kinder in einer Zwangsjacke gehalten und mit Beruhigungsspritzen sediert wurde. Sie hat das Gefühl, den Sohn vor dem Tod gerettet zu haben, erhält dafür aber von ihrer Familie nur Vorwürfe, zumal die alten Probleme mit Ben zurückkehren. Harriet ist in einer ausweglosen Situation. Sie muss erleben, wie die Familie auseinanderfällt und ihre drei ältesten Kinder das Haus verlassen. Andererseits schließt sich der elfjährige Ben 1986 mit anderen Außenseitern zu einer kriminellen Bande zusammen. In den Zeitungen wird von Einbrüchen und Überfällen berichtet und Harriet befürchtet, dass die Delikte von Bens Gang begangen wurden und dass die Jungs auch an Randalen in London teilnahmen. Sie fragt sich, ob ihr Sohn nur empathieloser Betrachter der Szene oder aktiv daran beteiligt ist. Sie erzählt ihm, dass sie mit David beschlossen hat, das Haus zu verkaufen, und hofft, dass er mit seinen Freunden verschwindet und auf die Suche geht „nach einem anderen Wesen seiner eigenen Art“.
Davids und Harriets Liebesbeziehung stabilisiert sich zeitweise wieder, kommt dann aber erneut in eine Krise, als Harriet nach einem Neubeginn ihrer Familie sucht und ihre alte Vorstellung reaktiviert, nach dem Zufallsprinzip der Natur weitere Kinder zu bekommen. Doch David hat sich von dieser Idee schon lange entfernt und ist strikt dagegen. Sie muss nachgeben und ist bereit, zu verhüten, aber die Zeiten der unbeschwerten Liebe sind vorbei. Ihren Erklärungsversuch, wie sie zu einem solchen fremden Kind gekommen sind, teilt sie einer Psychologin mit, die sie nach Bens Aggressivität einer Klassenkameradin gegenüber aufsucht. Nachdem diese ihr ihre Diagnose mitgeteilt hat, das Problem liege nicht bei Ben, sondern bei ihr, weil sie ihren Sohn nicht mag, erwidert Harriet erregt, niemand lobe sie für die Erziehung von vier gesunden Kindern, alle gäben ihr die Schuld. Aber Ben sei kein menschliches Wesen, sondern ein genetischer Rückfall in eine Vergangenheit des Planeten, als Fabelwesen lebten und Höhlenwesen die Urahninnen der Menschen vergewaltigt und ihnen ihre Gene vererbt hätten, die in Bens Fall zum Durchbruch kamen.

## Fortsetzung
Doris Lessing veröffentlichte 2000 die Fortsetzung „Ben in the World“. Der Roman besteht aus einer Reihe von Episoden, in denen der 18-Jährige von einigen Personen unterstützt, von anderen dagegen ausgenutzt wird: In London hilft ihm Mrs. Biggs, eine ältere Dame, bis zu ihrem Tod. Die Prostituierte Rita und ihr Zuhälter Johnston benutzen ihn als Drogenkurier nach Frankreich. Der Filmproduzent Alex verspricht ihm, in Brasilien mit ihm einen Film über sein Leben zu drehen. Dort lernt er die Wissenschaftlerin Inez kennen, die ihn für Experimente in ihrem Institut einsperrt. Er wird von der Schauspielerin Teresa befreit und in die Berge gebracht, um Menschen zu treffen, die ihm ähnlich sind, aber es sind nur Felsmalereien. Ihm wird bewusst, dass er ein Einzelwesen aus der Vergangenheit der Evolution ist, und er stürzt sich aus Verzweiflung von einer Klippe. Teresa ist froh, sich nicht mehr um ihn kümmern zu müssen.

## Form
„Das fünfte Kind“ wird […] als Lessings dichtester, schweigsamster Roman seit langem gelobt: „spannend, aber zurückhaltend, ohne dramatische Gefühlsausbrüche geschrieben.“ Realistisch in bester englischer Tradition. Die Handlung ist chronologisch aufgebaut und wird hauptsächlich in personaler Form aus der Perspektive Harriets, gelegentlich aus der Davids, erzählt. Vor allem im ersten Teil führt ein auktorialer Erzähler durch die Handlungen und stellt Fragen: Was also machte gerade diese beiden zu solchen Außenseitern?. Mit Davids Herkunft war es eine ganz andere Sache. Harriet hatte sich ihre Zukunft nach altem Brauch ausgemalt. In den nächsten Monaten betrat Harriets Mutter Dorothy die Szenen. Ja, die Lovatts waren eine glückliche Familie. Außerhalb ihres begünstigten Kreises […] tobten die Stürme der Welt. Eine Küchenszene: Die Familie beim Abendessen. Dann geschah etwas Entscheidendes.

## Rezeption
Literaturkritiker, die Lessings Roman mit ihren früheren Werken vergleichen, stellen einen Perspektivenwechsel fest: In der Stimme, mit der Doris Lessing „Das fünfte Kind“ erzähle, schwinge jene ‚Weiblichkeit‘ mit, die sie vor dreißig Jahren in ihrem Buch „Heimkehr“ eher verächtlich beschrieben habe, die darauf beruhe, dass die Frau die Hüterin des sozialen Gewissens ist. Es sei die Stimme ihrer mehr gefürchteten und gehassten als geliebten eigenen Mutter, die sich ständig lauthals aufopferte. In diesem Zusammenhang wird kritisiert, dass es der Autorin nicht genüge, hervorragend zu (be)schreiben: „Der Zeigefinger zuckt solange, bis er erhoben ist.“ Die Autorin müsse immer wieder massiv das Unerklärliche erklären, das Woher und Wohin von Ben benennen und damit platt treten: „Ein genetischer Rückfall in unser aller Vergangenheit, das Urzeitalter der Fabelwesen, das sich mit Rowdies zusammentut, um klauend und vergewaltigend durch die Welt zu ziehen: das nimmt dem überirdisch Rätselhaften das Beklemmende und umhüllt gesellschaftliche Probleme mit dem harmlosen Hauch des Mystischen, Kaum aus dem Weltraum zurückgekehrt, scheint Doris Lessing schon wieder abzuheben“.
Einige Rezensenten ordnen diesen Hauch des Mystischen in die Mythologie und Fantasy-Literatur ein: Sagen, aus denen die tief verwurzelten Ängste bei Männern wie Frauen über ungeliebte Kinder sprechen. Lessings Roman erzähle die alte Geschichte einer Mutter, die ihren Sohn nicht lieben kann. Dieses Motiv sei aus Folklore, Mythologie und Horrorfilmen bekannt: die Wechselbälge der nordischen Sagenwelt, die Abiku Westafrikas. Pasiphaes Monstersohn Minotaurus. Iokastes Sohn und Gatte Ödipus, Rosemaries Baby, The Bad Seed. Allerdings werde dieses Motiv von der Autorin möglicherweise psychoanalytisch eingesetzt. Wie bei Henry James Novelle „The Turn of the Screw“ frage man sich beim Lesen, ob mit dem Kind wirklich etwas nicht stimmt oder mit der Frau, wie die Psychologin im Roman andeutet. Beide Möglichkeiten seien erschreckend, makaber: böses, verzaubertes Kind oder verrückte Frau?

## Bibliographische Angaben
- The Fifth Child. Cape, London 1988, ISBN 0-224-02553-8. (Britische Erstausgabe)
- The Fifth Child. Knopf, New York 1988, ISBN 0-394-57105-3. (Amerikanische Erstausgabe)
- Das fünfte Kind, aus dem Englischen von Eva Schönfeld. Hoffmann und Campe, Hamburg 1988, ISBN 3-455-01907-2. (Deutsche Erstausgabe)

## Rezensionen
- Carolyn Kizer: Bad News for the Nice an Well-Meaning. In: The New York Times, 3. April 1988.
- D.A.N. Jones:  Alien. In: New York Review of Books, 30. Juni 1988.
- Notes on Current Books. In: Virginia Quarterly Review, Herbst 1988, S. 115–130.
- Susanne Kippenberger: Das Kind als Ungeheuer. In: Die Zeit, 11. November 1988.
- Irene Ferchl: Ungeheuer aus den sechziger Jahren. War es Strafe? – Doris Lessings Roman „Das fünfte Kind“. In: Stuttgarter Zeitung, 5. Oktober 1988.